# Gösta Pettersson
Gösta Artur Roland Pettersson (Alingsås, 23 novembre 1940) è un ex ciclista su strada e pistard svedese.
Vincitore del Giro d'Italia 1971, fu per tre volte consecutive campione del mondo dilettanti nella Cronometro a squadre, medaglia di bronzo in linea tra i dilettanti nel 1964. Nel 1968 ai Giochi della XIX Olimpiade di Città del Messico vinse l'argento nella cronometro a squadre e il bronzo nella gara in linea.

## Carriera
Si mise in luce sin da dilettante quando, insieme ai tre fratelli Sture, Erik e Tomas, ebbe modo di vincere per tre volte consecutive la cronometro a squadre mondiale e sette volte il campionato nazionale a cronometro. Sempre nella cronometro a squadre vinse inoltre la medaglia di bronzo alle Olimpiadi di Tokyo 1964 e quella d'argento a Città del Messico 1968. Nelle Olimpiadi messicane vinse anche il bronzo nella gara individuale su strada. 
Passò professionista soltanto nel 1970, a trent'anni, ma riuscì comunque a ottenere ottimi risultati. Il più prestigioso fu la vittoria al Giro d'Italia 1971, cui si aggiungono la vittoria del Tour de Romandie 1970, il terzo posto al Tour de France 1970 ed il secondo alla Parigi-Nizza 1971. Nelle corse in linea vinse la Coppa Sabatini 1970 e il Giro dell'Appennino 1971.

## Palmarès
- 1962 (dilettanti)

Campionati svedesi, Prova a cronometro
- 1963 (dilettanti)

Campionati svedesi, Prova a cronometro
- 1964 (dilettanti)

Campionati svedesi, Prova a cronometro
- 1966 (dilettanti)

Campionati svedesi, Prova a cronometro
- 1967 (dilettanti)

Campionati svedesi, Prova a cronometro
Classifica generale Tour du Maroc
Campionati del mondo, Cronometro a squadre Uomini Dilettanti
Scandinavian Race in Uppsala
- 1968 (dilettanti)

Campionati del mondo, Cronometro a squadre Uomini Dilettanti
Classifica generale Milk Race
- 1969 (dilettanti)

Campionati del mondo, Cronometro a squadre Uomini Dilettanti
Campionati svedesi, Prova a cronometro
Campionati svedesi, Prova in linea
Classifica generale Gran Prix d'Annaba
Classifica generale Tour d'Afrique du Nord
5ª tappa, 1ª semitappa Corsa dei Sei Giorni
Classifica generale Corsa dei Sei Giorni
Prologo Tour de l'Avenir (Le Mans, cronometro)
- 1970 (Ferretti, quattro vittorie)

4ª tappa, 2ª semitappa Tour de Romandie (Losanna, cronometro)
Classifica generale Tour de Romandie
Coppa Sabatini
Trofeo Baracchi (con Tomas Pettersson)
- 1971 (Ferretti, tre vittorie)

Giro dell'Appennino
Giro delle Marche
Classifica generale Giro d'Italia
- 1972 (Ferretti, una vittoria)

7ª tappa Giro d'Italia (Cosenza > Catanzaro)
- 1973 (Scic, una vittoria)

8ª tappa, 2ª semitappa Tour de Suisse (Olten, cronometro)

### Altri successi
- 1971 (Ferretti)

Vigolo Marchese
- 1972 (Ferretti)

Classifica generale Trofeo Cougnet

## Piazzamenti

### Grandi giri
- Giro d'Italia

1970: 6º
1971: vincitore
1972: 6º
1974: 10º
- Tour de France

1970: 3º
1971: ritirato (14ª tappa)

### Classiche
- Milano-Sanremo

1971: 3º
1972: 9º
- Parigi-Roubaix

1970: 39º
- Giro di Lombardia

1970: 18º
1971: 17º
1972: 11º
1974: 21º

### Competizioni mondiali
- Campionati del mondo

Berna 1961 - In linea Dilettanti: 13º
Ronse 1963 - In linea Dilettanti: 13º
Sallanches 1964 - In linea Dilettanti: 3º
Nürburgring 1966 - In linea Dilettanti: 5º
Heerlen 1967 - Cronosquadre Dilettanti: vincitore
Imola 1968 - Cronosquadre Dilettanti: vincitore
Zolder 1969 - Cronosquadre Dilettanti: vincitore
Leicester 1970 - In linea: 31º
Mendrisio 1971 - In linea: 39º
Gap 1972 - In linea: ritirato
Barcellona 1973 - In linea: ritirato
Montreal 1974 - In linea: 17º
- Giochi olimpici

Roma 1960 - In linea: ?
Roma 1960 - Cronosquadre: 5º
Tokyo 1964 - In linea: 7º
Tokyo 1964 - Cronosquadre: 3º
Città del Messico 1968 - In linea: 3º
Città del Messico 1968 - Cronosquadre: 2º
Città del Messico 1968 - Inseguimento: ?
Città del Messico 1968 - Inseguimento a squadre: ?

## Riconoscimenti
- Medaglia d'oro dello Svenska Dagbladet nel 1967